# 金子礼二郎
金子礼二郎（かねこ れいじろう、1967年 - ）は、東京都出身のダンサー、振付家、演出家。STUDIO CAS/T主宰。

## 来歴
1990年国際基督教大学卒業後、企業に就職するもダンスの道を諦めきれず退職。上田遥に師事。数々の作品に出演。
その後、フリーダンサー となり、同時にインストラクターとしても活動を始め、STUDIO CAS/Tを立ち上げる。
機能解剖学をふまえた独自のスタイルのダンスを提唱している。
2000年、STUDIO CAS/T運営の傍ら、フィットネスクラブのダンスインストラクターとして初心者の指導・啓発にあたる。その間、Le Paradis、Skin-dive(e)motionの活動名にて数々の作品を発表。
2005年秋、スタジオ旗揚げ公演『Nostalgia』を上演を機に、創作活動を活発に行う。
2007年9月には、第2回公演『Roots』（光が丘IMA）を上演した。

## 主な出演作
- 「uncertain」（1996、パークタワーホール）
- 「Regeneration」（1997、新国立劇場 中ホール）
- 「空白」(1998、世田谷パブリックシアター)
- 「現実との3分間～非現実との3分間」（1999、新国立劇場小ホール）
- 「Hands up in the air」
- 「Etudesfor AREA1・2」
- 「Everytime we say Goodbye」
- 「Axis of pain」
- 「Le Paradis vol.0」
- 「巷かくるる八百万の～狐の巻」
- 「メイン・ディッシュ」
- 「ZEROのタンゴ」
- 「時間がない」（2018、KIRINJI MV出演）[1]